# Campionati austriaci di sci alpino 2003
I Campionati austriaci di sci alpino 2003 si sono svolti ad Altenmarkt-Zauchensee e a Filzmoos tra il 27 e il 30 marzo. Il programma ha incluso gare di discesa libera, supergigante, slalom gigante, slalom speciale e combinata, tutte sia maschili sia femminili.
Trattandosi di competizioni valide anche ai fini del punteggio FIS, vi hanno partecipato anche sciatori di altre federazioni, senza che questo consentisse loro di concorrere al titolo nazionale austriaco.

## Risultati

### Uomini

#### Discesa libera
| Pos. | Atleta               | Nazione | Tempo   |
| ---- | -------------------- | ------- | ------- |
| 1    | Norbert Holzknecht   | Austria | 1:36,56 |
| 2    | Michael Walchhofer   | Austria | 1:36,73 |
| 3    | Hannes Reichelt      | Austria | 1:37,04 |
| 4    | Hans Grugger         | Austria | 1:37,41 |
| 5    | Peter Rzehak         | Austria | 1:37,52 |
| 6    | Peter Struger        | Austria | 1:37,59 |
| 7    | Klaus Kröll          | Austria | 1:37,60 |
| 8    | Mario Scheiber       | Austria | 1:37,89 |
| 9    | Christoph Kornberger | Austria | 1:38,08 |
| 10   | Markus Buchacher     | Austria | 1:38,42 |

Data: 27 marzo

Località: Altenmarkt-Zauchensee

#### Supergigante
| Pos. | Atleta             | Nazione     | Tempo   |
| ---- | ------------------ | ----------- | ------- |
| 1    | Mario Scheiber     | Austria     | 1:11,59 |
| 2    | Stephan Görgl      | Austria     | 1:11,78 |
| 3    | Christoph Gruber   | Austria     | 1:11,88 |
| 4    | Klaus Kröll        | Austria     | 1:11,96 |
| 5    | Manfred Gstatter   | Austria     | 1:12,11 |
| 6    | Stephan Eberharter | Austria     | 1:12,27 |
| 7    | Christoph Alster   | Austria     | 1:12,32 |
| 8    | Kurt Sulzenbacher  | Italia      | 1:12,36 |
| 9    | Hans Knauß         | Austria     | 1:12,77 |
| 10   | Finlay Mickel      | Regno Unito | 1:12,91 |

Data: 28 marzo

Località: Altenmarkt-Zauchensee

#### Slalom gigante
| Pos. | Atleta               | Nazione | Tempo   |
| ---- | -------------------- | ------- | ------- |
| 1    | Reinfried Herbst     | Austria | 1:56,53 |
| 2    | Hannes Reiter        | Austria | 1:56,75 |
| 3    | Peter Struger        | Austria | 1:57,35 |
| 4    | Stephan Görgl        | Austria | 1:57,36 |
| 5    | Philipp Schörghofer  | Austria | 1:57,40 |
| 6    | Hannes Reichelt      | Austria | 1:57,54 |
| 7    | Patrick Bechter      | Austria | 1:57,77 |
| 8    | Christoph Kornberger | Austria | 1:57,81 |
| 9    | Manfred Pranger      | Austria | 1:57,83 |
| 10   | Josef Schild         | Austria | 1:57,87 |

Data: 29 marzo

Località: Altenmarkt-Zauchensee

#### Slalom speciale
| Pos. | Atleta           | Nazione     | Tempo   |
| ---- | ---------------- | ----------- | ------- |
| 1    | Manfred Pranger  | Austria     | 1:37,13 |
| 2    | Reinfried Herbst | Austria     | 1:37,87 |
| 3    | Noel Baxter      | Regno Unito | 1:37,98 |
| 4    | Mitja Valenčič   | Slovenia    | 1:38,02 |
| 5    | Stanley Hayer    | Rep. Ceca   | 1:38,66 |
| 6    | Stefan Kogler    | Germania    | 1:38,75 |
| 7    | Jono Brauer      | Australia   | 1:39,07 |
| 8    | Florian Seer     | Austria     | 1:39,15 |
| 9    | Wolfgang Hörl    | Austria     | 1:39,55 |
| 10   | Manfred Gstatter | Austria     | 1:39,99 |

Data: 30 marzo

Località: Filzmoos

#### Combinata
| Pos. | Atleta           | Nazione |
| ---- | ---------------- | ------- |
| 1    | Hannes Reichelt  | Austria |
| 2    | Markus Maier     | Austria |
| 3    | Andreas Ampferer | Austria |

Data: 27-30 marzo

Località: Altenmarkt-Zauchensee, Filzmoos

Classifica stilata attraverso i piazzamenti ottenuti
in discesa libera, slalom gigante e slalom speciale

### Donne

#### Discesa libera
| Pos. | Atleta               | Nazione | Tempo   |
| ---- | -------------------- | ------- | ------- |
| 1    | Astrid Vierthaler    | Austria | 1:22,95 |
| 2    | Michaela Dorfmeister | Austria | 1:23,07 |
| 3    | Selina Heregger      | Austria | 1:23,77 |
| 4    | Brigitte Obermoser   | Austria | 1:24,01 |
| 5    | Karin Blaser         | Austria | 1:24,23 |
| 6    | Andrea Felber        | Austria | 1:24,39 |
| 7    | Katja Wirth          | Austria | 1:24,63 |
| 8    | Michaela Kirchgasser | Austria | 1:24,71 |
| 9    | Regina Mader         | Austria | 1:24,86 |
| 10   | Katharina Dorner     | Austria | 1:24,98 |

Data: 27 marzo

Località: Altenmarkt-Zauchensee

#### Supergigante
| Pos. | Atleta               | Nazione     | Tempo   |
| ---- | -------------------- | ----------- | ------- |
| 1    | Brigitte Obermoser   | Austria     | 1:15,55 |
| 2    | Michaela Dorfmeister | Austria     | 1:15,80 |
| 3    | Chemmy Alcott        | Regno Unito | 1:16,48 |
| 4    | Eveline Rohregger    | Austria     | 1:16,56 |
| 5    | Martina Lechner      | Austria     | 1:16,80 |
| 6    | Kathrin Wilhelm      | Austria     | 1:16,91 |
| 7    | Karin Blaser         | Austria     | 1:16,99 |
| 8    | Nicole Hosp          | Austria     | 1:17,10 |
| 9    | Kathrin Zettel       | Austria     | 1:17,20 |
| 10   | Astrid Vierthaler    | Austria     | 1:17,42 |

Data: 28 marzo

Località: Altenmarkt-Zauchensee

#### Slalom gigante
| Pos. | Atleta             | Nazione   | Tempo   |
| ---- | ------------------ | --------- | ------- |
| 1    | Eveline Rohregger  | Austria   | 2:18,12 |
| 2    | Alenka Dovžan      | Slovenia  | 2:18,65 |
| 3    | Elisabeth Görgl    | Austria   | 2:19,14 |
| 4    | Šárka Záhrobská    | Rep. Ceca | 2:19,21 |
| 5    | Martina Geisler    | Austria   | 2:19,52 |
| 6    | Brigitte Obermoser | Austria   | 2:19,76 |
| 7    | Nika Fleiss        | Croazia   | 2:19,78 |
| 8    | Silvia Berger      | Austria   | 2:19,86 |
| 9    | Karin Blaser       | Austria   | 2:19,94 |
| 10   | Daniela Zeiser     | Austria   | 2:19,97 |

Data: 30 marzo

Località: Altenmarkt-Zauchensee

#### Slalom speciale
| Pos. | Atleta               | Nazione     | Tempo   |
| ---- | -------------------- | ----------- | ------- |
| 1    | Marlies Schild       | Austria     | 1:26,20 |
| 2    | Michaela Kirchgasser | Austria     | 1:26,71 |
| 3    | Elisabeth Görgl      | Austria     | 1:27,64 |
| 4    | Karin Truppe         | Austria     | 1:27,94 |
| 5    | Noriyo Hiroi         | Giappone    | 1:28,12 |
| 6    | Petra Zakouřilová    | Rep. Ceca   | 1:28,36 |
| 7    | Kumiko Kashiwagi     | Giappone    | 1:28,99 |
| 8    | Daniela Bagnara      | Italia      | 1:29,05 |
| 9    | Sabine Egger         | Austria     | 1:29,36 |
| 10   | Gretchen Mielke      | Stati Uniti | 1:29,39 |

Data: 29 marzo

Località: Filzmoos

#### Combinata
| Pos. | Atleta               | Nazione |
| ---- | -------------------- | ------- |
| 1    | Michaela Kirchgasser | Austria |
| 2    | Regina Mader         | Austria |
| 3    | Astrid Vierthaler    | Austria |

Data: 27-30 marzo

Località: Altenmarkt-Zauchensee, Filzmoos

Classifica stilata attraverso i piazzamenti ottenuti
in discesa libera, slalom gigante e slalom speciale